# Knetgummi (Kunst)

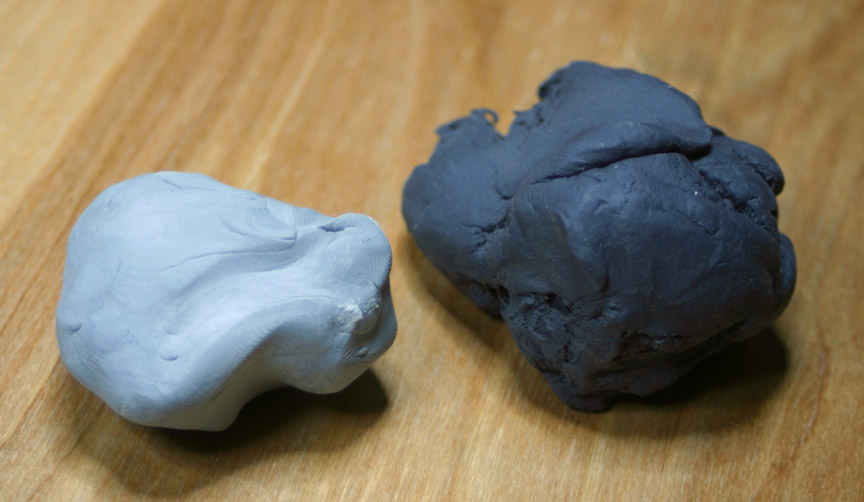
Neuer (links) und gebrauchter Knetgummi

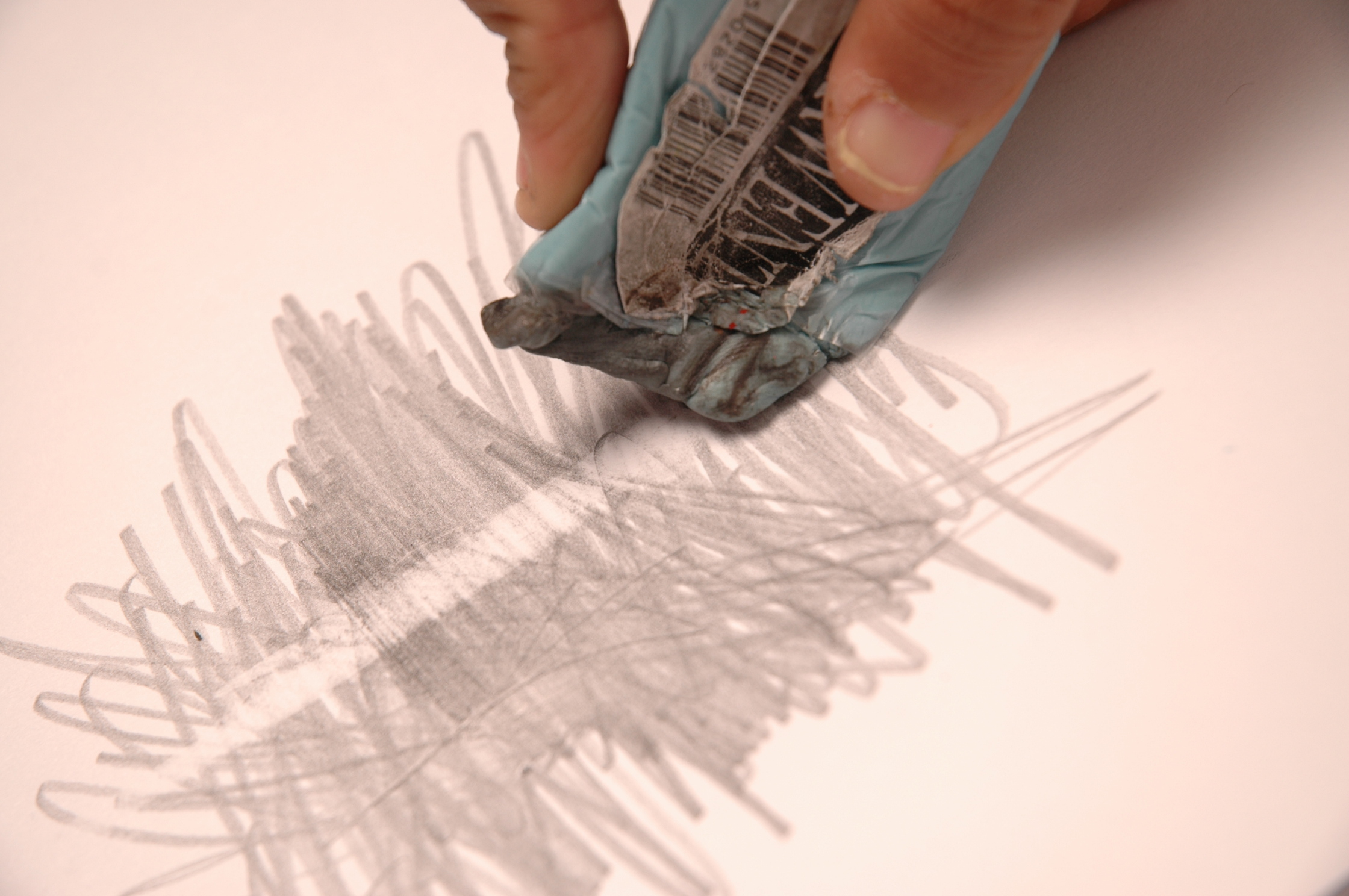
Knetgummi in Gebrauch

Der Knetgummi (auch Radierknete, Kohlegummi) ist eine knetbare Masse, die in der Kunst als Radiergummi für Bleistift-Zeichnungen, Kohlezeichnungen und Pastellkreiden verwendet wird.

## Verwendung
Zuerst wird der Radiergummi durch Kneten in den Händen in Form gebracht. Zum Ausradieren feiner Details kann eine Spitze geformt werden. Entsprechend geformt können größere Flächen bearbeitet werden.
Der Knetnummi wird auf das Papier getupft, leicht darüber gerieben oder auch fest aufgedrückt. Er nimmt die Graphit -oder Kohlepartikel auf. Feine Verschmierungen auf der Zeichnung können so unkenntlich gemacht werden. Linien verschwinden nicht gänzlich, aber verblassen.
Vorteilhaft ist, dass keine Radierpartikel (sogenannte Radierkrümel) entstehen. Nachteilig ist eine mögliche fleckchenhafte braune Verfärbung des Papiers nach Radierung mit Naturkautschuk-Knetgummi und Alterung.

## Geschichte
Der Brite Edward Nairne gilt als Erfinder des Radiergummis. Er machte im Jahr 1770 die Entdeckung, dass sich mit Kautschuk Bleistiftstriche sehr gut entfernen lassen. In der Folge machte Joseph Priestley den Radiergummi bekannt.